# Geneva (Wisconsin)
Geneva è un comune degli Stati Uniti, situato in Wisconsin, nella Contea di Walworth.